# Bukavu
Bukavu är huvudstad i provinsen Södra Kivu i östra delen av Kongo-Kinshasa. Staden har 871 000 invånare (2013).

## Läge
Bukavu ligger på en halvö vid södra änden av Kivusjön vid floden Ruzizi, mot gränsen till Rwanda. Två broar och en damm korsar floden. Rakt österut på andra sidan floden ligger Cyangugu i Rwanda. Staden har ett behagligt subtropiskt klimat på 1 500 meters höjd. De omgivande kullarna når 2 000 meter.

## Näringsliv
Bukavu är ett handelscenter och en viktig insjöhamn. I staden finns bland annat bryggerier och grafisk industri. En annan viktig näring är turism, bland annat till Kahuzi-Biega nationalpark. Det finns vägförbindelse till Kisangani och Lubumbashi.

## Historia
Bukavu grundades 1901 av den belgiska kolonialmakten under det franska namnet Costermansville (nederländska Costermansstad), vilket det behöll till 1966.
Under senare år har det varit stor oro och strider i och omkring staden, sedan många hutuer efter folkmordet i Rwanda flydde över gränsen och bildade motståndsgrupper.